# (2755) Avicenna
(2755) Avicenna (1973 SJ4; 1978 UX1) ist ein ungefähr zwölf Kilometer großer Asteroid des äußeren Hauptgürtels, der am 26. September 1976 von der russischen (damals: Sowjetunion) Astronomin Ljudmila Iwanowna Tschernych am Krim-Observatorium (Zweigstelle Nautschnyj) auf der Halbinsel Krim (IAU-Code 095) entdeckt wurde.

## Benennung
(2755) Avicenna wurde nach dem persischen Arzt, Naturwissenschaftler, Philosophen und Dichter Abū Alī al-Husain ibn Abd Allāh ibn Sīnā (980–1037) benannt, der in Europa als Avicenna bekannt ist.